# نیکو (خواننده رومانیایی)
نیکو (به انگلیسی: Nico) (زاده ۱ فوریه ۱۹۷۰) خوانندهٔ رومانیایی است.
او در مسابقه آواز یوروویژن ۲۰۰۸ نماینده رومانی بود.